# Douce Namwezi N'Ibamba
Douce Namwezi N'Ibamba (nascida em 11 de fevereiro de 1989) é uma jornalista, produtora de rádio e empreendedora social da República Democrática do Congo (RDC), que visa empoderar mulheres através da educação e treinamento, com uma particular ênfase em igualdade de gênero e higiene íntima.

## Biografia
N’Ibamba nasceu em 11 de fevereiro de 1989 em Bukavu, Kivu do Sul, República Democrática do Congo (RDC). Ambos os seus pais são enfermeiros, e ela é uma entre oito filhos. Quando ela tinha oito anos, a família teve que fugir de casa e eles foram refugiados por um tempo. Ela estudou na Escola Jesuíta Alfajiri e mais tarde graduou-se em Relações Internacionais na Universidade Oficial de Bukavu. Desde muito jovem, N’Ibamba sabia que queria ser jornalista, mas ela ouviu de muitas pessoas que este não era um trabalho para mulheres – a discriminação de gênero é comum na RDC. Entretanto, ela era determinada e começou a produzir programas de rádio aos 16 anos, quando se juntou à Associação das Mulheres de Comunicação de Kivu do Sul (AFEM). Na época, a RDC estava em guerra e N’Ibamba contava histórias de crianças soldados e estupros em massa. Depois de dez anos na AFEM, ela foi promovida a coordenadora.
Em 2016, N'Ibamba cofundou a MAMA Radio, uma estação de rádio para mulheres, focada somente em promover a igualdade de gênero. Em 2018, ela deixou a rádio e fundou a Iniciativa Uwezo Afrika, uma empresa sem fins lucrativos voltada para a luta contra tabus sobre a menstruação através da educação e do aumento da consciência sobre a higiene sexual. Isto é conseguido por meio de jornalismo, treinamento no trabalho e empreendedorismo social para conseguir o empoderamento feminino. Elas também disseminam kits para saúde sexual e higiene íntima para mulheres na RDC, inclusive coletores menstruais reutilizáveis e laváveis.

## Prêmios
- Lista 100 Mulheres (BBC) de 2020.[9][10]
- Prêmio de Ação Corajosa do Centro para Estudos da Não Violência e Paz da Universidade de Rhode Island, 2016.[3]
- Novas Estratégias para Empoderar Mulheres, citação UN WOMEN e Congresso Mundial de Parceria Global para Jovens Mulheres, 2012.[3]

## Vida pessoal
Desde 2020 N’Ibamba vive em Bukavu com seu marido e dois filhos. Seu marido é Placide Nyenyezi Ntole, um advogado da Corte de Apelos em Bukavu.